# Seis días de Burdeos
Los Seis días de Burdeos era una carrera de ciclismo en pista, de la modalidad de seis días, que se disputaba en el Velódromo de Burdeos. Su primera edición data de 1989 y la última de 1997.

## Palmarés
| Año  | Ganadores                                | Segundos                                      | Terceros                                |
| ---- | ---------------------------------------- | --------------------------------------------- | --------------------------------------- |
| 1989 | Pierangelo Bincoletto Laurent Biondi     | Gilbert Duclos-Lassalle Etienne de Wilde      | Volker Diehl Marc Meilleur              |
| 1990 | Gilbert Duclos-Lassalle Etienne De Wilde | Anthony Doyle Pascal Lino                     | Pierangelo Bincoletto Laurent Biondi    |
| 1991 | Laurent Biondi Gilbert Duclos-Lassalle   | Pascal Lino Peter Pieters                     | Pierangelo Bincoletto Silvio Martinello |
| 1992 | Pascal Lino Peter Pieters                | Gilbert Duclos-Lassalle Jens Veggerby         | Adriano Baffi Pierangelo Bincoletto     |
| 1993 | Adriano Baffi Giovanni Lombardi          | Pierangelo Bincoletto Gilbert Duclos-Lassalle | Urs Freuler Peter Pieters               |
| 1994 | Kurt Betschart Bruno Risi                | Adriano Baffi Giovanni Lombardi               | Pierangelo Bincoletto Charly Mottet     |
| 1995 | Frédéric Magné Etienne De Wilde          | Silvio Martinello Marco Villa                 | Adriano Baffi Pierangelo Bincoletto     |
| 1996 | Silvio Martinello Marco Villa            | Jimmi Madsen Jens Veggerby                    | Danny Clark Matthew Gilmore             |
| 1997 | Silvio Martinello Marco Villa            | Kurt Betschart Bruno Risi                     | Matthew Gilmore Etienne De Wilde        |